# Мадагаскар (острів)
Мадагаскар (фр. Madagascar) — четвертий щодо величини (після Гренландії, Нової Гвінеї та Борнео) острів на земній кулі, з площею — 587 тис. км². Розташований у західній частині Індійського океану біля східного берега Африки, близько 400 км від Мозамбіку. Острів простягається з півночі — північного заходу на південь — південний захід більш як на 1500 км при середній ширині близько 400 км. Максимальна ширина його сягає 560 км. Мадагаскар відокремлений від Африки глибоким (близько 3000 м) грабеном Мозамбіцької протоки, ширина якої в найвужчій частині перевищує 320 км.

## Рельєф

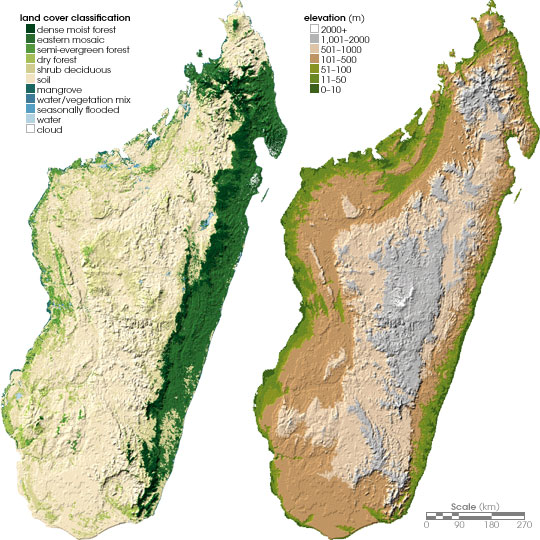
Рослинний світ (ліворуч) і топографічна мапа (праворуч) Мадагаскару

Через всю східну частину острова з півночі на південь простяглося Внутрішнє нагір'я (Високе плато) висотоюю 800—1500 м, в межах якого виділяють масиви: Царатанана (до 2876 м), Анкаратра (2644 м), Вухімехеті (1956 м). Багато згаслих вулканів.
За особливостями рельєфу Мадагаскар поділяється на три паралельні смуги, що тягнуться з півночі на південь. Вздовж усього східного узбережжя чітко виражена вузька смуга низовин. На південь від Туамасіні простежується майже безперервний ланцюг лагун, сполучених між собою каналом Пангалан. На заході прибережна низовина ширша, а її перехід до гір менш чітко виражений. Між цими низовинами розташоване розчленоване нагір'я. Найвища точка лежить на півночі — гора Марумукутру (2876 м), але найбільш великою піднятою частиною нагір'я є масив Анкаратра, привернений до південного заходу від Антананаріву, де гора Цяфаявона досягає 2644 м. Середні висоти нагір'я коливаються від 1200 до 1500 м. Північно-східніше за Антананаріву лежить озеро Алаутра, найбільше в межах нагір'я. Східний край нагір'я загалом підходить ближче до берега і піднятий набагато вище західного; він круто обривається до прибережної низовини. Хребти у водороздільній частині нагір'я тягнуться паралельно східному берегу, тоді як на заході вони нерідко орієнтовані з північного заходу на південний схід.

## Геологія

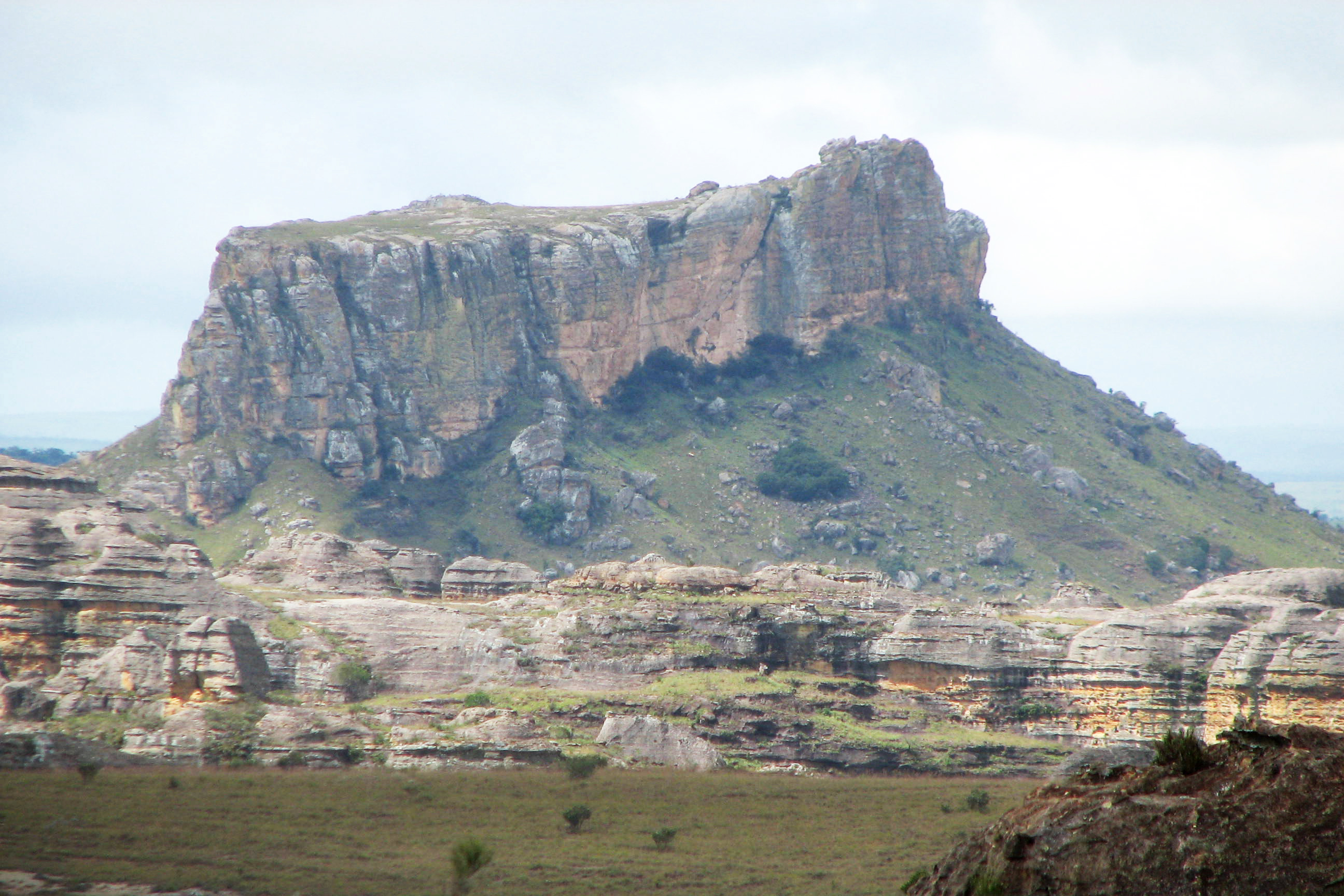
Останець у Національному парку Ісало

Мадагаскар належить до докембрійської складчастості. Основу його становлять розмиті складки з гранітів, гнейсів і почасти сланців, на яких горизонтально лежать шари пісковиків. Пісковики на сході здебільшого змиті, у зв'язку з чим вся східна половина острова являє собою відслонені останцеві гори — архейське кристалічне нагір'я (800—1800 м). Західна частина острова, яка лежить загалом нижче 400 м над рівнем моря, є мезозойське морське плато, що терасами підноситься до східної частини і складається з вторинних та третинних осадових верств пісковиків, глинистих сланців, пісків і почасти вапняків. Корінні породи сходу, і осадові породи заходу прорізані й перекриті молодими вулканічними утвореннями, переважно базальтами і фенолітами, з яких складаються найвищі вершини.
Мадагаскар можна розглядати як горст, що входив до складу Африканської плити; остаточно острів відокремився від материка в олігоцені. Східне нагір'я розчленоване на ряд масивів з високими вершинами. У центральному нагір'ї виділяють три частини:
- північну, до складу якої входить гірський масив Царатанана із згаслим вулканом Марумукутру (2876 м, найвища точка острова);
- середню, в центрі якої є вулканічний масив Анкаратра (до 2644 м заввишки, вершина Цяфаявона);
- південну частину (яка доходить до південно-східного узбережжя острова), масив Андрінгітра (до 2658 м заввишки, пік Бобі).

На острові багато згаслих вулканів (Марумукутру, Ціаваявона).
Архейське нагір'я на сході круто обривається горами Ангаво і Бетсімісарака до глибокої частини Індійського океану, де глибини перевищують 4570 м. Більша частина східного узбережжя винятково прямолінійна. Ширина правобережної рівнини трохи більша 16 км. На південь від Таматаве вздовж піщаного узбережжя на 560 км простягся майже безперервний ланцюг лагун. Для сполучення лагун довелося прорити близько 48 км каналів. На східній околиці острова часто бувають землетруси.
На заході нагір'я спускаються терасами, які переходять у широку рівнину типу столової країни. Осадові породи цієї столової країни — пісковики і вапняки — у багатьох місцях розмиті, подекуди прикриті базальтовими потоками. Часто зустрічаються відклади сучасного алювію, великі дельти давніх мергелів і пісків.

### Корисні копалини
Мадагаскар дуже багатий па листуватий кристалічний графіт, особливо цінний для металургії (виробництво тиглів) та електротехніки (річний видобуток його у 1950-х роках сягав 12—15 тис. тон на рік). На острові добувають також слюди, що йдуть, як і графіт, у великій кількості на експорт. Добувають монацит, який є джерелом солей рідких земель і торію; є багато родовищ гірського кришталю, а також берилу (1/50 частка світових покладів). Мадагаскар свого часу давав промислові кількості урану та радію. У невеликих кількостях добувають фосфорити, золото і вугілля (басейн Амбохібо). Виявлено родовища залізних руд.

## Клімат
Майже 9/10 Мадагаскару лежить на північ від південного тропіка в межах тропічної зони. На його клімат впливає близькість моря і теплих течій, які омивають острів зі сходу і заходу. Острів має вологий тропічний клімат. Мадагаскар перебуває під впливом південно-східних пасатів, які приносять велику кількість опадів плоскогір'ю та його східним схилам. Середньорічна температура в нижньому поясі досягає 23—26 °C, на нагір'ї 18 °C. Річна амплітуда температури рідко перевищує 5—6 °C. У східній частині Мадагаскару дощі випадають більш або менш рівномірно протягом року й у великій кількості (більше 3000 мм). Пасати виходять на західні схили нагір'я збідненими на вологу, тому там опадів лише трохи більше 1000 мм. У західній частині острова дощовий і сухий періоди різко розмежовані. Особливо сухий клімат південно-західної частини острова, де опадів близько 400 мм. Влітку південно-західну частину Мадагаскару обвівають паралельні берегові південні й південно-східні вітри, що й визначає виняткову сухість клімату.
| Клімат Антананаріву     | Клімат Антананаріву | Клімат Антананаріву | Клімат Антананаріву | Клімат Антананаріву | Клімат Антананаріву | Клімат Антананаріву | Клімат Антананаріву | Клімат Антананаріву | Клімат Антананаріву | Клімат Антананаріву | Клімат Антананаріву | Клімат Антананаріву | Клімат Антананаріву |
| Показник                | Січ.                | Лют.                | Бер.                | Квіт.               | Трав.               | Черв.               | Лип.                | Серп.               | Вер.                | Жовт.               | Лист.               | Груд.               | Рік                 |
| Середня температура, °C | 19,2                | 19,5                | 18,9                | 17,9                | 15,5                | 13,1                | 12,6                | 13,4                | 15,3                | 17,6                | 18,9                | 18,9                | 16,6                |
| Норма опадів, мм        | 321                 | 267                 | 197                 | 59                  | 12                  | 7                   | 6                   | 10                  | 14                  | 74                  | 115                 | 289                 | 1371                |
| ----------------------- | ------------------- | ------------------- | ------------------- | ------------------- | ------------------- | ------------------- | ------------------- | ------------------- | ------------------- | ------------------- | ------------------- | ------------------- | ------------------- |
| Джерело:                |                     |                     |                     |                     |                     |                     |                     |                     |                     |                     |                     |                     |                     |

| Клімат Таматаве         | Клімат Таматаве | Клімат Таматаве | Клімат Таматаве | Клімат Таматаве | Клімат Таматаве | Клімат Таматаве | Клімат Таматаве | Клімат Таматаве | Клімат Таматаве | Клімат Таматаве | Клімат Таматаве | Клімат Таматаве | Клімат Таматаве |
| Показник                | Січ.            | Лют.            | Бер.            | Квіт.           | Трав.           | Черв.           | Лип.            | Серп.           | Вер.            | Жовт.           | Лист.           | Груд.           | Рік             |
| Середня температура, °C | 26,3            | 27,0            | 25,7            | 24,7            | 22,5            | 20,7            | 20,2            | 20,7            | 21,8            | 23,2            | 24,7            | 25,9            | 23,6            |
| Норма опадів, мм        | 285             | 340             | 472             | 346             | 224             | 247             | 253             | 166             | 142             | 124             | 107             | 228             | 2934            |
| ----------------------- | --------------- | --------------- | --------------- | --------------- | --------------- | --------------- | --------------- | --------------- | --------------- | --------------- | --------------- | --------------- | --------------- |
| Джерело:                |                 |                 |                 |                 |                 |                 |                 |                 |                 |                 |                 |                 |                 |

## Гідрологія

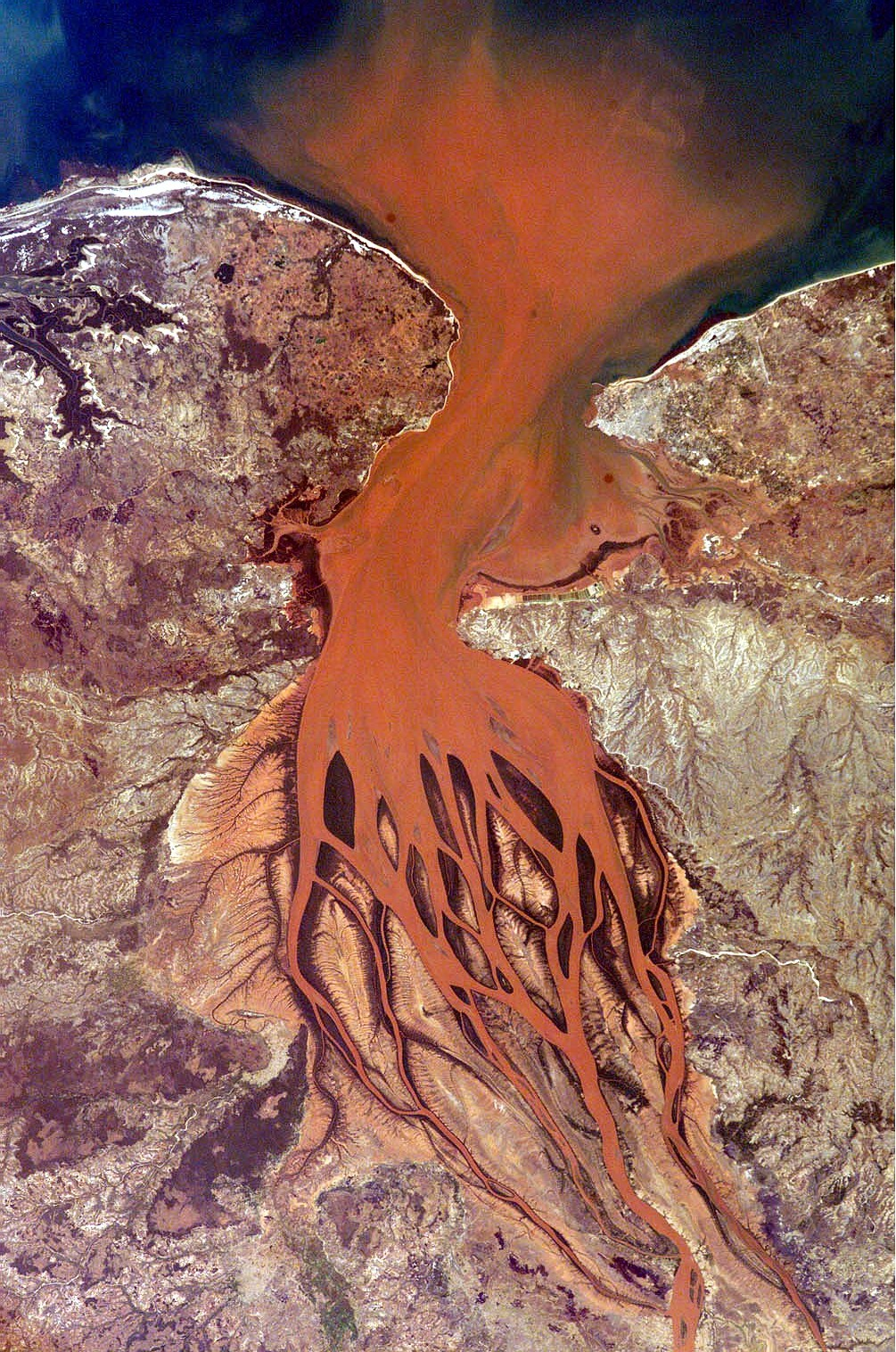
Гирло Бецибоки

Центральним плато проходить головний вододіл острова; на схід стікають численні короткі гірські й швидкі річки. Річки, що течуть на захід, до Мозамбіцької протоки, у верхній течії мають багато водоспадів. У нижній течії вони придатні для судноплавства, протікають по західних рівнинах острова і відкладають тут пісок та мул, утворюючи великі родючі алювіальні простори. Найзначніші річки: Бецибока, Цірібіхіна, Мангокі, Суфіа, Махадзамба, Махававі, Манамбулу, Унілахі. Гирла річок звичайно блокуються піщаними мілинами. Річки крайнього південного заходу відзначаються аридним режимом.
На Мадагаскарі є кілька типів озер:
- приморські озера-лагуни з солонуватою водою (уздовж східного берега острова);
- незначні озера в долинах великих річок західної частини острова;
- озера на знижених ділянках хвилястої поверхні плато (найбільше з них — озеро Алаотра — 900 км²).

## Ґрунти
Латеритні ґрунти займають на острові великі простори; вони зустрічаються центральною височиною і по низовинних частинах східних схилів. На підвищених частинах східних схилів, де збереглися лісові масиви, розвинуті гірсько-лісові червоноземи, а біля підніжжя західних схилів — червоноземи, тобто недосить латеризовані піщано-глинисті ґрунти. У південній частині височини зустрічаються червоноземи субтропічних областей. Ґрунти вапняного плато західного схилу належать до terra rossa. Зустрічаються також ґрунти на вулканічних відкладах і на сучасному алювії; вони найродючіші. На аридних південно-західних просторах розвинуті світлобурі ґрунти пустинно-степових областей, які у краще зрошуваних районах переходять у каштанові.

## Флора

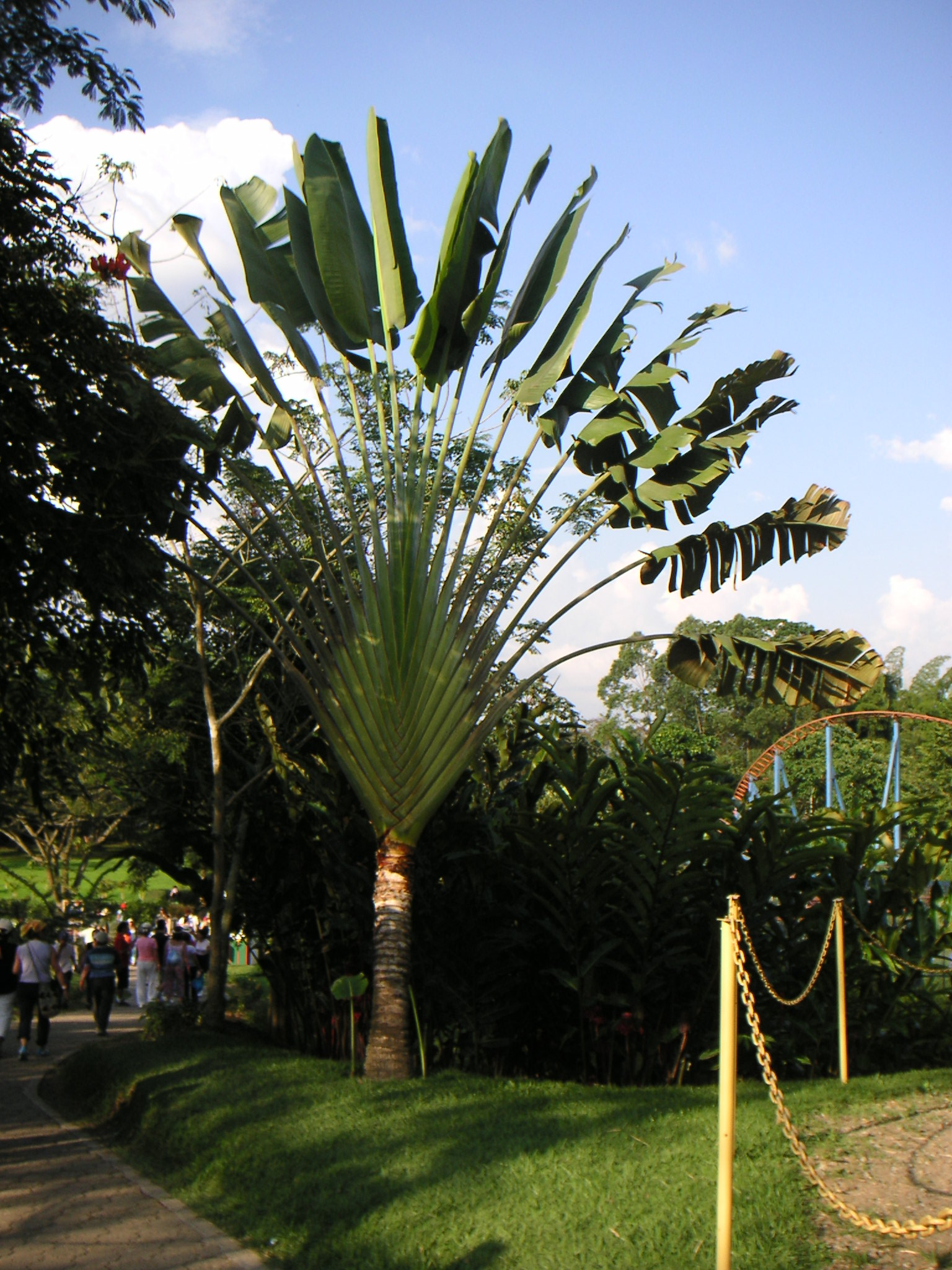
Дерево мандрівника (равенала мадагаскарська)

Флора західної частини Мадагаскару споріднена з флорою Африканського материка, з яким Мадагаскар колись був пов'язаний суходолом. Флора східної частини острова з тієї ж причини споріднена з флорою Індії. У крейдяному періоді існував зв'язок Мадагаскару з Америкою, що підтверджується наявністю дерева мандрівника (равенала мадагаскарська), близького до південноамериканського (Ravenala guyanensis). Крім дерева мандрівника і дуже цікавої орхідеї (Angraecum sesquipedale), варта уваги ще водяна рослина увірандра (Aponogeton fenestralis) з сітчасто продірявленим листям. На острові налічується 500 видів папоротей, половина яких — ендеміки.
Ліси типу гілей займали ще півстоліття тому близько 1/8 частини острова, в основному східне узбережжя. Тепер вони майже знищені зростаючим населенням острова. До складу лісів входять також цінні породи дерев (палісандрове та ебенове). Рослинність південно-західної окраїни острова має ксерофітний характер. 7/8 поверхні острова займає змінений (вторинний) рослинний покрив, представлений переважно формацією луків. Луки являють собою кінцеву стадію деградації природно-рослинного покриву після періодичних пожеж. Ділянка, на якій ліс випалений для вирощування культурних рослин, називається «таві». Коли з «таві» зібрали один урожай, виснажену ділянку залишають, і на ній розвивається особлива формація — «савока», яка складається з невеликого числа видів деревоподібних кущів (равенала мадагаскарська, Psinda dodoneaefolia, бамбук тощо). Після випалювання савоки на ділянках ростуть лише трави, представлені переважно злаками, які після зниження їх наземної частини відновлюються без засівання.

## Фауна

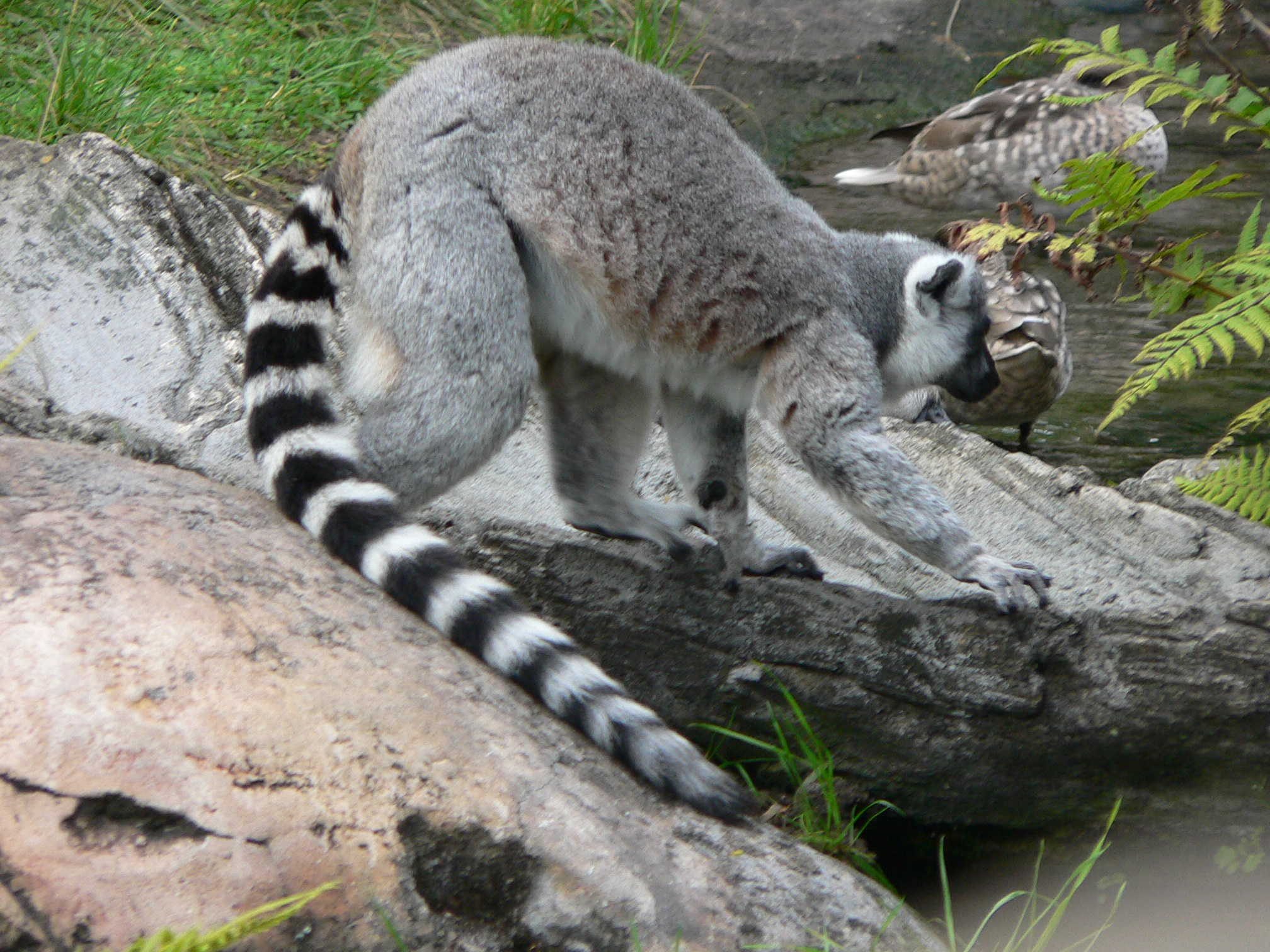
Котячий лемур (Lemur catta) — ендемік острова

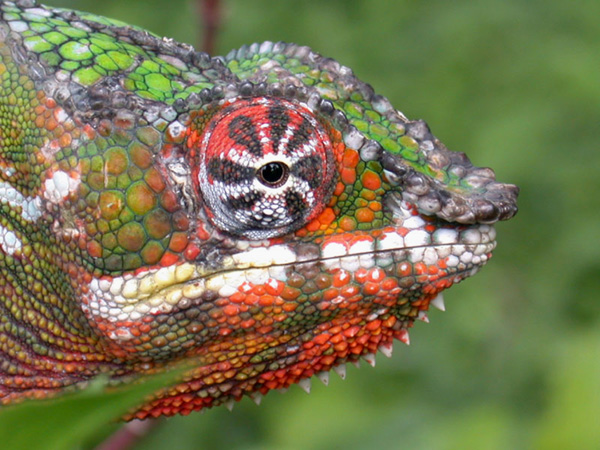
Хамелеон пантеровий (Furcifer pardalis) — ендемік острова

Фауна Мадагаскару має острівний характер і дуже своєрідна. Звідси поширилися щетиністі їжаки, або тенреки (Cententidae), та лемури. Тенреки, належать до найпримітивніших комахоїдних, тобто є найпримітивнішими з усіх сучасних плацентарних. Серед тенреків, яких налічують 10 родів і більше 20 видів, зустрічаються різноманітні групи: наземні, риючі й напівводні тварини. Звичайний тенрек найбільший з усіх комахоїдних — понад 40 см завдовжки. З комахоїдних, крім тенреків, присутні землерийки, які належать до дуже поширеного роду.
Ендемічні також лемури, які дуже поширені на острові й представлені двома родинами та 36 видами. 35 видів належать до родини справжніх лемурів (Lemuridae), з яких треба згадати індрі (до 60 см завдовжки), катта, варі, карликового лемура тощо. До єдиного роду і виду другої родини лемурів (Chiromyidae) належить руконіжка, або ай-ай (Chiromis madagascarensis).
Найбільшим з хижаків на острові є дуже своєрідна тварина фоса (Cryptoprocta ferox). Порівняно численні вівери.
Різко острівний характер фауни Мадагаскару підтверджується відсутністю копитних, таких поширених на континенті Африки; є лише один представник копитних — ендемічний вид чагарникоаої свині (Potamochoerus larvatus) — «ламбу». Численні кажани, але фауна їх нічим особливим не виділяється. На острові зустрічаються летючі собаки, що належать до індо-полінезійського роду Pteropus.
Орнітофауна Мадагаскару дуже своєрідна і налічує близько 50 % ендемічних видів. До ендеміків належить родина вангових (Vangidae) з горобиних, а також пастушкові куріпки (Mesites), близькі до сонячних чапель Південної Америки і кагу Нової Зеландії. Зовсім недавно вимер гігантський безкільовий птах епіорніс (Aepyornithidae), кістки якого знаходять разом з рушничними кременями, введеними в ужиток на острові арабами.
Фауна плазунів не дуже багата (нема отруйних змій і справжніх ящірок). Проте численними є хамелеони, гекони, черепахи; є й крокодили. Винятковий інтерес становлять ігуани і справжні удави — Corallus та Boa, які зустрічаються в Південній Америці.
Фауна земноводних на Мадагаскарі бідна; тут нема хвостатих і безногих, а також жаб. Типові для острова безхвості земноводні — німі, вузькороті та веслоногі жаби, які живуть на деревах або кущах.
Фауна риб небагата; численними є бички (6—7 видів).
Серед метеликів, у цілому схожих з африканськими, зустрічаються великі й розкішно забарвлені (сатурнія комета),

## Фізико-географічне районування
Мадагаскар за природними умовами можна поділити, за 3. Ю. Шокальською, на п'ять фізико-географічних районів.

### Східна прибережна смуга

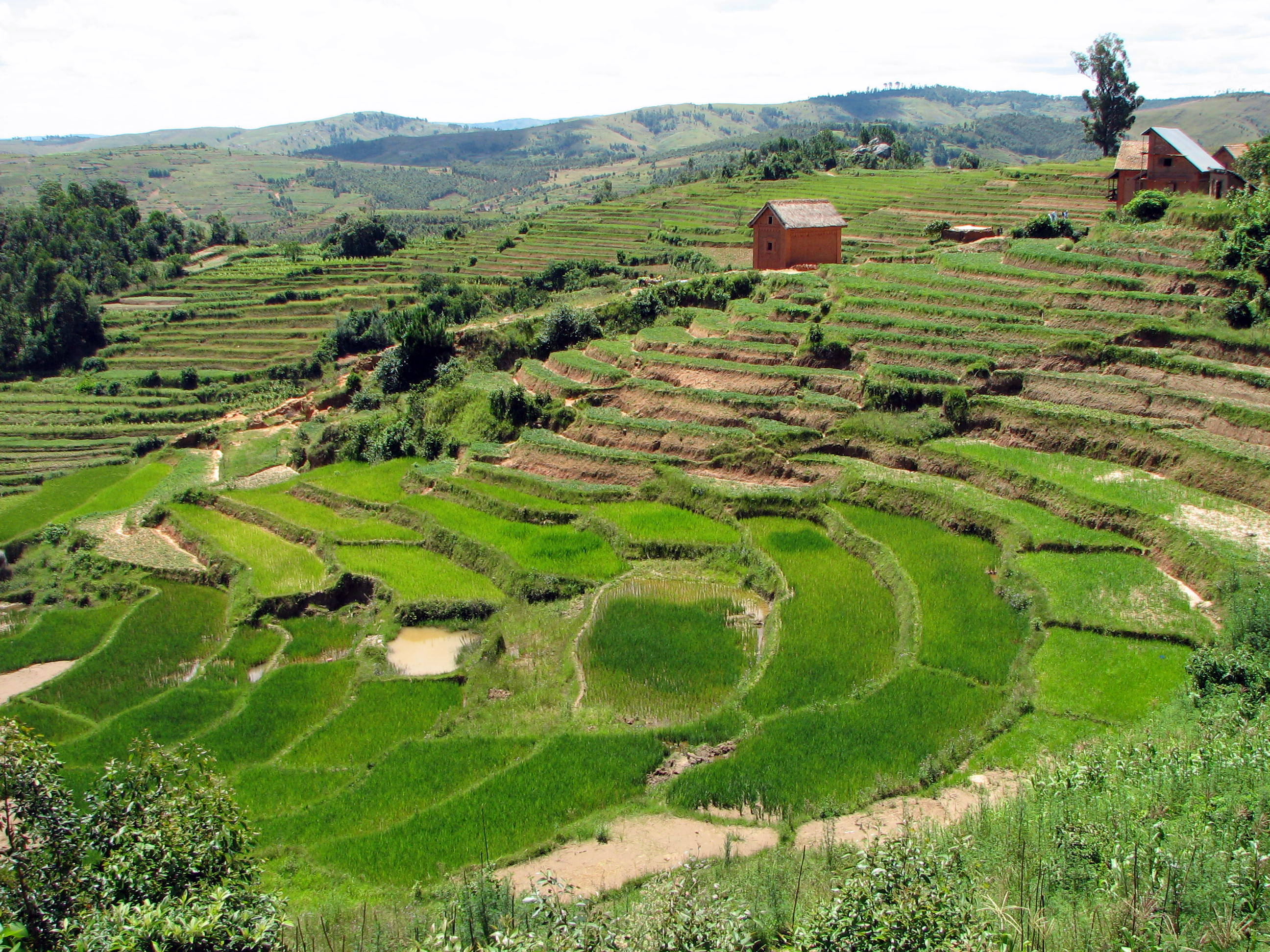
Терасне сільське господарство на східному узбережжі

Східна прибережна смуга являє собою вузьку злегка погорбовану рівнину, поблизу океану дуже заболочену; коло узбережжя ланцюг лагун. Із заходу ця рівнина обмежована крутим схилом внутрішнього нагір'я. Переважає вологий тропічний клімат; середня річна температура 24 °C, відносна вологість повітря до 80 %. Опадів багато, у середньому 3200 мм. Сухого сезону нема. У цьому районі колись буяли розкішні тропічні ліси, але вони здебільшого вже винищені й замінені «савокою». Різко виявлена вертикальна зональність. Безпосередньо до узбережжя океану або лагун прилягає смуга паркових лісів (до 2—3 км завширшки), в яких дерева середньої висоти, переважно пальми, чергуються з групами високостовбурних дерев. У горбкуватій зоні між смугою паркових лісів і рівнем 600 м ліси майже винищено. У зоні між 600 і 900 м над рівнем моря вздовж острова майже до крайнього півдня тягнеться смуга лісових масивів (від 40 до 70 км завширшки) з дуже різноманітними породами, серед яких нема високостовбурних дерев. До складу вічнозеленого підліску входять пальми, бамбуки та інші рослини, перевиті ліанами. В ущелинах багато деревовидних папоротей (до 6—8 м заввишки). Зрідка зустрічається дерево мандрівника (до 6—10 м заввишки). У зоні вище 900 м дерева в лісах стають значно нижчі.
На узбережжі й по схилах на старанно впорядкованих терасах вирощують без іригації рис. Культивують також каву, какао, ваніль тощо.

### Внутрішнє нагір'я

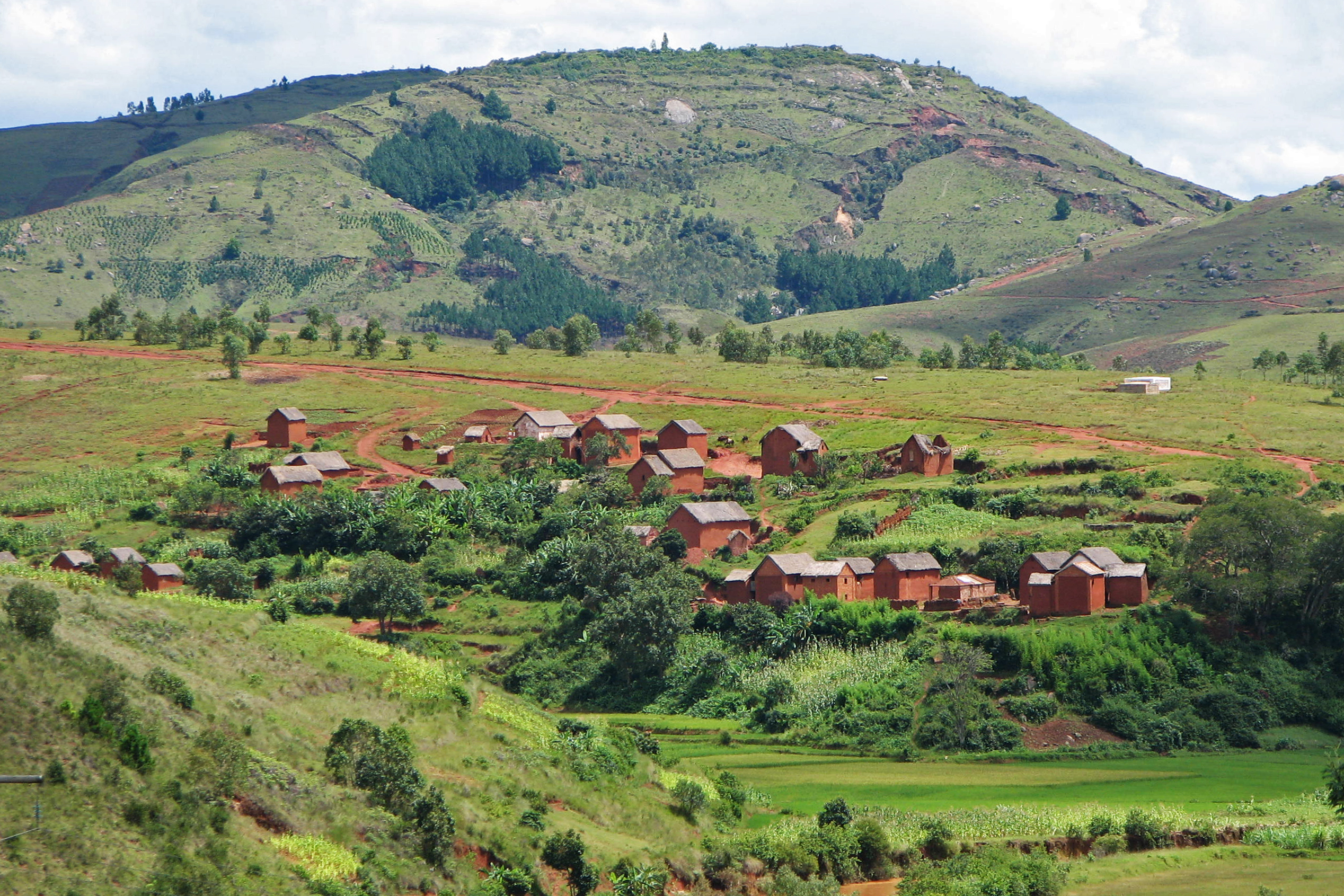
Селище на Центральному нагір'ї

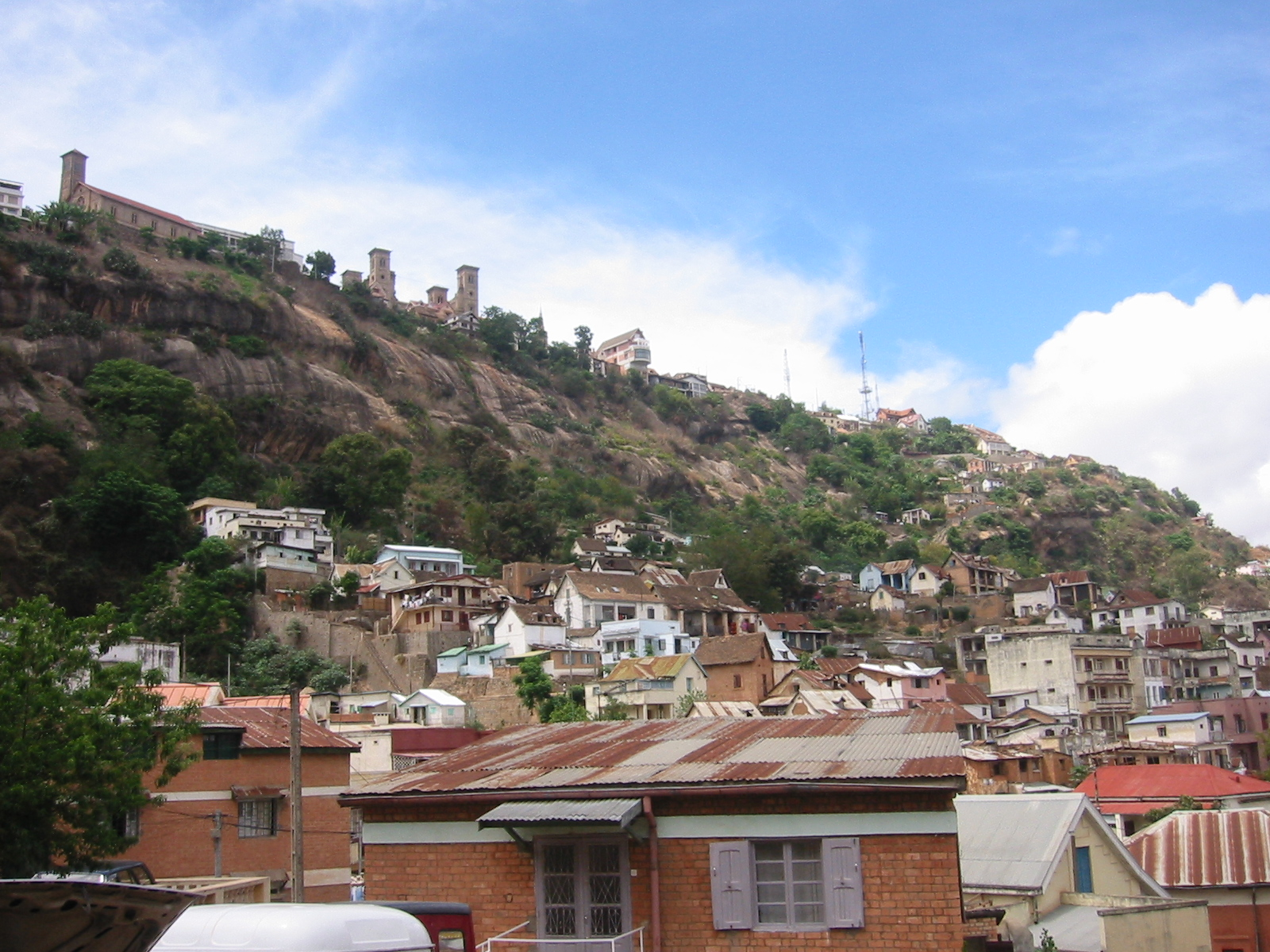
Антананаріву

Внутрішнє нагір'я є найвищою частиною острова; тут багато куполоподібних височин та хвилястих горбів. Річки розчленували нагір'я на більш або менш відокремлені плато і масиви. Так, зниження Андрона (до 500 м), яке проходить впоперек острова, відокремлює північну частину нагір'я — великий масив Царатанана з вулканом тієї ж назви, який є найвищою точкою острова, горою Марамукутру (2876 м). Зниження Бетрока, яке проходить впоперек острова від міста Фарафангана, відокремлює південну частину нагір'я — плато Бара. Основна частина нагір'я, що лежить між масивами Царатанана і Бара, називається Високим плато. У центрі Високого плато є вулканічний масив Анкаратра з вершиною Цяфаявона (2644 м). На високих плато багато великих рівних ділянок і широких долин з плоскими днищами, розташованих між хаотично розкиданими гірськими масивами. Високі плато круто обриваються на сході й на заході; на їх схилах багато глибоких ущелин, прорізаних річками.
Внутрішнє нагір'я, внаслідок його значної висоти, має помірний клімат. Добре виявлений сухий сезон (зима), що триває від чотирьох місяців на півночі до восьми на півдні. Природна вічнозелена чагарникова рослинність майже всюди замінена груботрав'яним покривом, який у сухий сезон вигорає. На плато Бара ростуть низькорослі колючі чагарники. У долинах нагір'я вирощують рис, по схилах — маїс і маніок, а вище 1000 м — боби, тютюн, картоплю, овес і навіть жито.

### Північно-західне узбережжя
Район Самбірано займає північно-західне узбережжя в басейні річки Самбірано. Опадів багато — від 2000 до 2500 мм, причому сухий сезон, на відміну від західних схилів, не виявлений. Найважливішою культурою є цукрова тростина. Культивують також ароматичні рослини і какао.

### Західний район

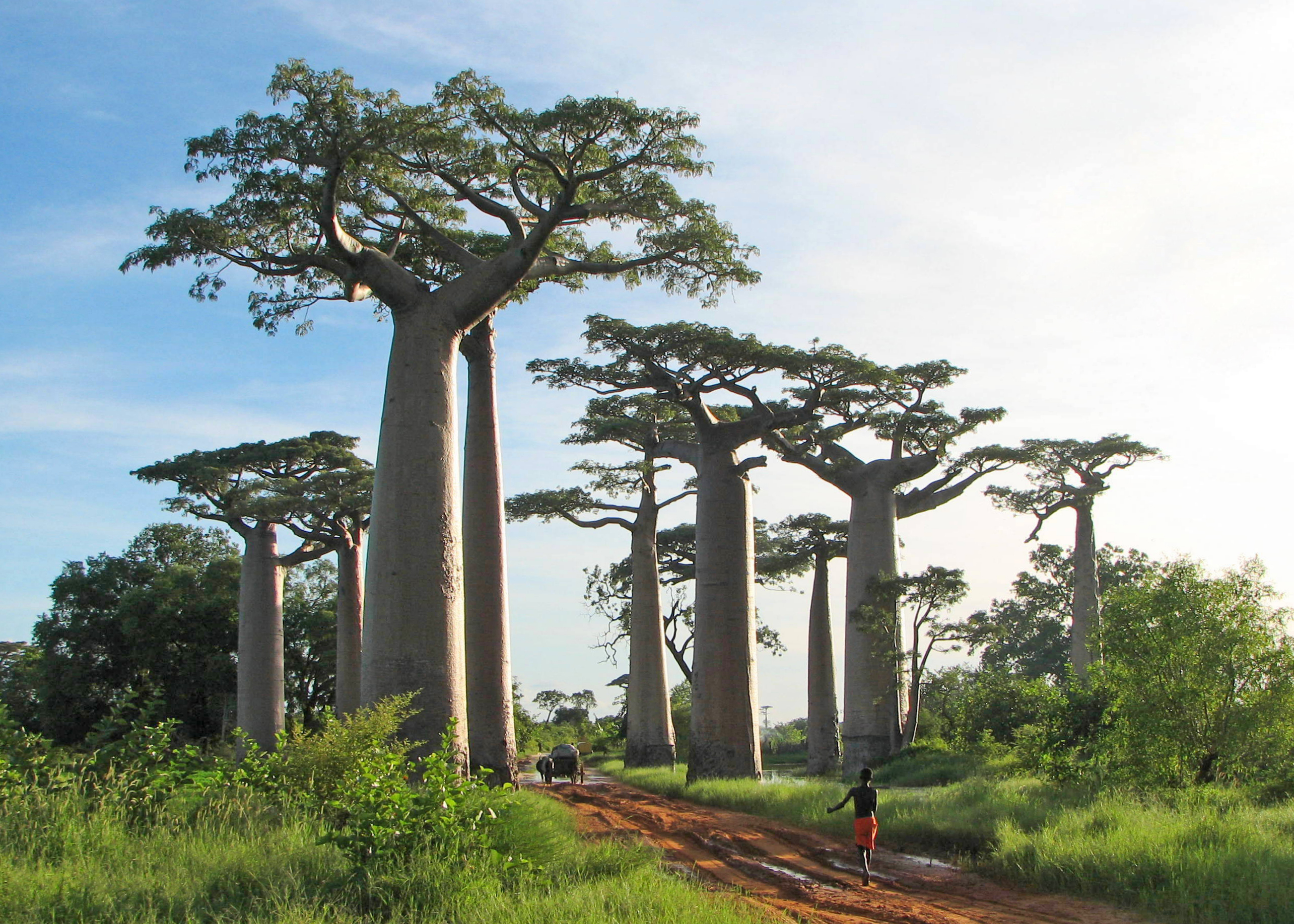
Баобаби неподалік міста Морондава

Західний район являє собою столову країну, розчленовану річковою ерозією на окремі уступи, які складаються з рівнин і плато, похилених до моря. Тут поширені пісковики і вапняки, подекуди вкриті базальтовими потоками. Численними є відклади сучасного алювію, мергелів і пісків. Річки цього району закінчуються коло моря великими дельтами. Внутрішнє нагір'я зимою захищає західний район від вологого південно-східного пасату, тому тут зимовий сезон сухий; основна маса опадів припадає на сезон мусонного літа з грозами. Кількість опадів у середньому становить 1250 мм. Найбагатоводніша річка західного району — Бецибока. У сухий сезон річки міліють.
Густі мангрові зарості тягнуться вузькою смугою вздовж Мозамбіцької протоки. На схід від смуги мангрових лісів розташовані піщані рівнини, які затоплюються в дощову пору року. Але більшу частину району займають безлісі простори з високими травами, на фоні яких подекуди зустрічаються окремі дерева (баобаби, тамаринди), а на горбах — зарості чагарників. На заході є багато конусів термітників. Дерева здебільшого скидають листя на сухий сезон. Природна рослинність Західного району, представлена кущами або листяними деревами, майже скрізь знищена. Вирощують рис, маніок, тютюн і по долинах річок — цукрову тростину.

### Південно-західний Мадагаскар

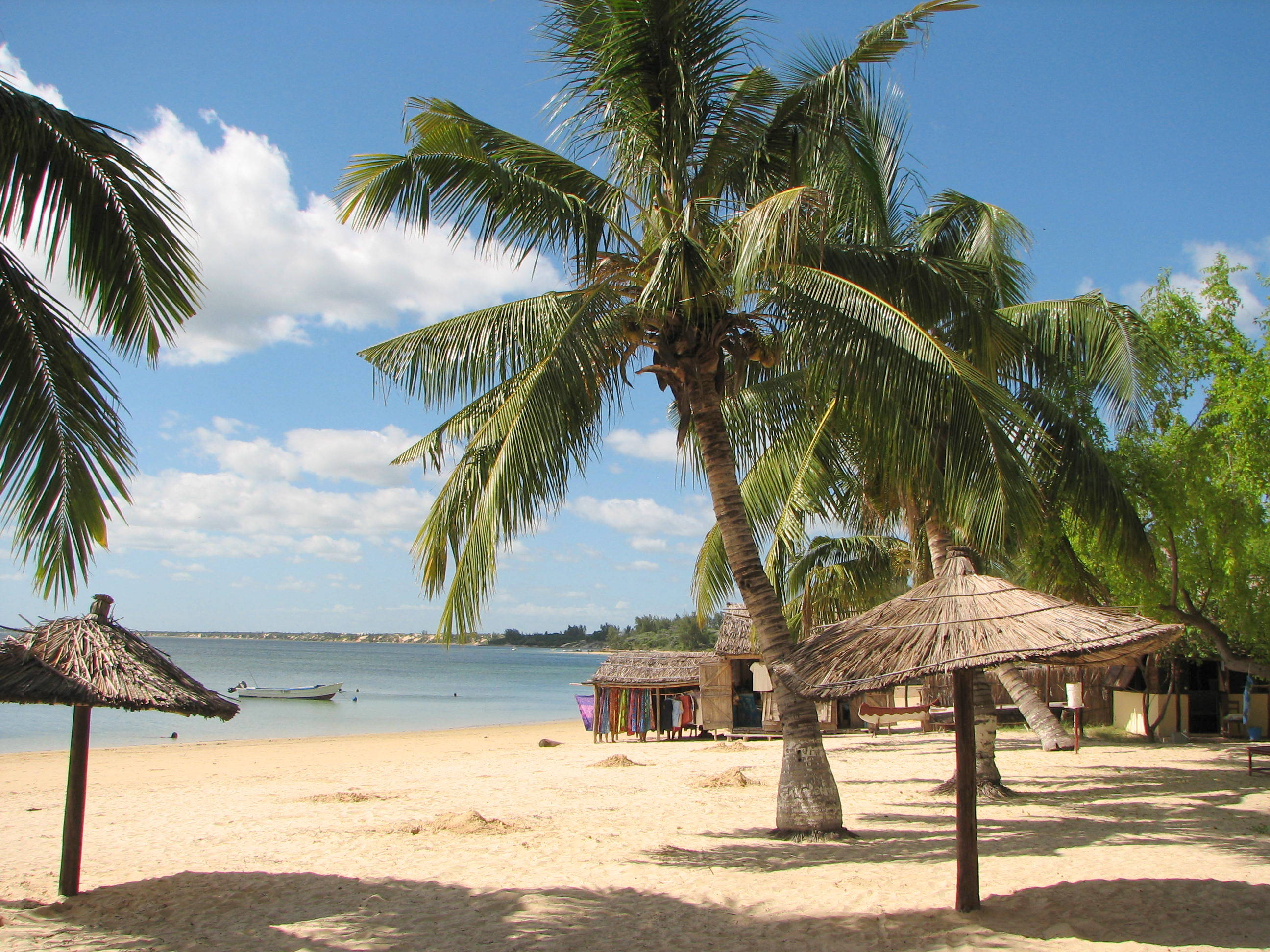
Пляж Мангілі біля Толіари

Південно-західний Мадагаскар характеризується поширенням низьких вапнякових плато і піщаних горбкуватих рівнин. Клімат сухий; днів з дощами 27; опадів мало — 370 мм і вони дуже нерегулярні, але багато роси. Водопроникність поверхневих відкладів посилює сухість і напівпустельний вигляд країни. Ґрунтові води дуже глибоко. Характерні ксерофільні жорсткі колючі рослини своєрідної форми (канделяброві молочаї).